# Буковинська вівчарка
Буковинська вівчарка (рум. Ciobănesc Românesc de Bucovina) — порода собак-пастухів, яка походить з Буковини. Порода тісно пов’язана з іншими породами-охоронцями худоби регіону, такими як грецька вівчарка, торняк або шарпланінець. Існує чотири підтипи: румунська міорська вівчарка (стара назва Barac), карпатська вівчарка (стара назва Zăvod), румунська воронова вівчарка та стандартна буковинська вівчарка. У FCI цю особливу породу офіційно називають «румунською буковинською вівчаркою». 

## Історія
Це природна порода з Карпатських гір. Відбір і вдосконалення призвели до фактичного типу. Порода успішно використовується як для захисту отар і табунів, так і  сторожовими собаками для домашніх господарств у зазначених регіонах.
Перший стандарт був написаний у 1982 році та оновлений у 2001 році Asociația Chinologică Româna (Румунський кінологічний клуб). Нинішній стандарт, датований 29 березня 2002 року, був написаний і оновлений відповідно до моделі, встановленої в 1987 році Генеральною Асамблеєю FCI в Єрусалимі.
У 2019 році буковинська вівчарка була остаточно (повністю) визнана FCI.

## Темперамент
Буковинська вівчарка була виведена для захисту отар овець і великої рогатої худоби, і виявляється сміливою та дуже бойовою, коли нападають потенційні хижаки. Це чудовий сторожовий пес, який має дуже глибокий, потужний гавкіт і дуже пильний, коли на його територію потрапляють незнайомці.  Вночі він патрулює територію або стада. Дорослій буковинській вівчарці потрібно багато місця, щоб бігати з великим заднім двором.
Ця порода врівноважена, спокійна, дуже віддана, любить дітей. Воно сильно недовіряє незнайомцям.

## Зовнішній вигляд
Великий собака; владний і гордий.

### Шерсть
Голова і передня частина ніг покриті короткою шерстю. На тілі шерсть густа, довга (6—9 сантиметрів (2,4—3,5 дюйм)), волосся значно довше, утворюючи гриву; на задній стороні передньої чверті волосся утворює бахрому; на задній частині задньої частини волосся довше і формує кюлоти. Хвіст кущистий. 

### Колір
Основний колір шерсті — прозорий білий або біло-бежевий з чіткими сірими, чорними або чорними вкрапленнями з червоно-палевими відблисками. На ногах можуть з’явитися чорні або сірі кліщі. Тигровий аспект патчів, які слід відхилити. 

### Розмір
Зріст самця буковинської вівчарки 68—78 сантиметрів (27—31 дюйм) високий. Самки близькі за розміром, 64—72 сантиметри (25—28 дюйм). 

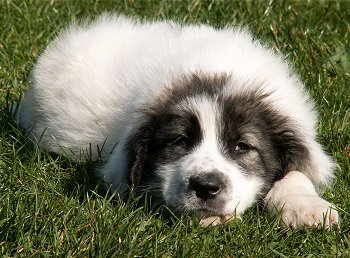
Цуценя буковинської вівчарки 2 місяці

## Дивитися також
- Портал собак
- Список порід собак